# Spinhyporhagus cuneispinatus
Spinhyporhagus cuneispinatus là một loài bọ cánh cứng trong họ Zopheridae. Loài này được Freude miêu tả khoa học năm 2000.